# El Rasillo de Cameros
El Rasillo de Cameros är en kommun i Spanien. Den ligger i den autonoma regionen La Rioja i norra delen av landet, 210 km nordost om huvudstaden Madrid. Antalet invånare är 153 (2024).